# 高橋貢
高橋 貢（たかはし みつぐ、1971年6月14日 - ）は、日本のオートレース選手。群馬県出身。22期。伊勢崎オートレース場所属。現在（2024年）所有する競走車は「Rウルフ、ウルフ、ウルフM、Sウルフ」。SG優勝回数、全国区レース優勝回数、最優秀選手賞受賞回数、全国ランキングS-1獲得回数、通算優勝回数、年間最多優勝回数、年間獲得賞金1億円突破回数、日刊三賞合計受賞回数は史上最多で、生涯獲得賞金は史上最高額を更新中である。さらに2012年9月19日にSG生涯グランドスラム達成（全6冠）した。
2011年に「オートレースモバイル」を運営するサイバード社と個人スポンサー契約を結んだ。
2014年3月6日に、自伝的書籍「本気の基本。」（著者はスポーツ報知記者 淡路哲雄）を発売した。

## 選手データ
- プロフィール
  - 生年月日:1971年6月14日
  - 選手登録年月日:1991年6月28日
  - 身長:174.2cm
  - 体重:56.3kg
  - 血液型:B型
  - 趣味:ゴルフ

- 戦歴
  - 通算優勝回数:219回（史上最多）
  - グレードレース（SG,GI,GII,GIII）優勝回数:79回（史上最多）
  - 全国区レース優勝回数:25回（史上最多、SG21回・プレミアムカップ4回）
  - SG優勝回数:21回（史上最多）
  - GI優勝回数:28回
  - GII優勝回数:28回（史上最多）
  - GIII優勝回数:2回
  - 生涯獲得賞金（2023年12月31日時点）:20億円超（史上最高額）
  - 史上最高年間獲得賞金額:1億4812万4255円（2004年）
  - 賞金王:7回（年間1億円突破6回は史上最多）
  - 年間最多優勝選手:12回（史上最多）
  - 年間最多優勝記録:18回（1998年）
  - 連続完全優勝記録:4連続（史上最長）
  - 年間最多勝利選手:5回（小林啓二とともに史上最多タイ）
  - 全国競走成績第1位:14回（史上最多）
  - 伊勢崎所属選手競走成績第1位:38期連続38回（所属別競走成績第1位  史上最多記録）
  - 通算勝利数:1658勝（史上最多）

- 受賞歴
  - 最優秀選手賞:7回（史上最多）
  - 優秀選手賞:9回（小林啓二とともに史上最多タイ）
  - 特別賞:7回（飯塚将光とともに史上最多タイ）
  - 平尾昌晃賞:2回
  - 最優秀新鋭選手賞:3回
  - 優秀新鋭選手賞:1回
  - 最優秀新人選手賞:1回
  - 日刊三賞:計12回（史上最多）
  - 日刊三賞・殊勲賞:6回（島田信廣、青山周平とともに史上最多タイ）
  - 日刊三賞・敢闘賞:3回
  - 日刊三賞・技能賞:3回
  - 日本プロスポーツ・功労賞:2回
  - 日本プロスポーツ・新人賞:1回

## 略歴
- 1991年
  - 伊勢崎オートレース場所属、22期生としてデビュー
  - 最優秀新人選手賞
- 1993年
  - 優秀新鋭選手賞
- 1994年
  - GIII（現・GII）第4回若獅子杯争奪戦（山陽オートレース場）優勝
  - 最優秀新鋭選手賞
- 1995年
  - GI第2回ムーンライトチャンピオンカップ（伊勢崎オートレース場）優勝
  - オートレース発祥45周年記念GI船橋オート祭（船橋オートレース場）優勝
  - GIII第5回若獅子杯争奪戦（山陽オートレース場）優勝
  - 最優秀新鋭選手賞
- 1996年
  - 最優秀新鋭選手賞
- 1997年
  - SG第16回オールスターオートレース（飯塚オートレース場）優勝
  - SG第29回日本選手権オートレース（伊勢崎オートレース場）優勝[注 1]
  - GI川口開設45周年記念グランプリ（川口オートレース場）優勝
  - 最優秀選手賞
  - 年間最多優勝選手（7回）
  - 年間獲得賞金額1億円突破
  - 1997年賞金王（1億611万5500円）　
  - 後期の伊勢崎所属選手競走成績で初めて第1位となる。
- 1998年
  - SG第17回オールスターオートレース（山陽オートレース場）優勝
  - SG第2回東西チャンピオンカップ（飯塚オートレース場）優勝
  - SG第30回日本選手権オートレース（船橋オートレース場）優勝[注 2]
  - GI第5回ムーンライトチャンピオンカップ（伊勢崎オートレース場）優勝
  - GI第21回黒潮杯争奪戦（船橋オートレース場）優勝
  - GII第20回はやて賞争奪戦（伊勢崎オートレース場）優勝
  - GII第21回稲妻賞争奪戦（伊勢崎オートレース場）優勝
  - 最優秀選手賞
  - 年間最多優勝選手（史上最多年間優勝回数18回）
  - 年間最多勝利選手（65勝）
  - 年間獲得賞金額1億円突破
  - 1998年賞金王（1億2806万4800円）
- 1999年
  - SG第13回スーパースター王座決定戦（川口オートレース場）優勝
  - SG第18回オールスターオートレース（伊勢崎オートレース場）優勝[注 3]
  - GII第22回稲妻賞争奪戦優勝
  - 優秀選手賞
- 2000年
  - SG第4回東西チャンピオンカップ（伊勢崎オートレース場）優勝
  - SG第32回日本選手権オートレース（浜松オートレース場）優勝し、全オートレース場におけるSG制覇達成（史上2人目）
  - GI第22回春のスピード王決定戦（伊勢崎オートレース場）優勝
  - GII第22回はやて賞争奪戦（伊勢崎オートレース場）優勝
  - 最優秀選手賞
  - 年間最多優勝選手（12回）
  - 年間獲得賞金額1億円突破
  - 2000年賞金王（1億763万1650円）
- 2001年
  - 優秀選手賞
  - 年間最多優勝選手（11回）
  - 史上最多となる14連勝達成（2000年12月23日～2001年1月14日）[注 4]
- 2002年
  - SG第15回全日本選抜オートレース（伊勢崎オートレース場）優勝
  - GI第24回春のスピード王決定戦（伊勢崎オートレース場）優勝
  - GII第2回スターライトチャンピオンカップ（伊勢崎オートレース場）優勝
  - 2002年12月に試走タイム最速となる3.20を記録。レースは競走タイム3.305の超速で1着
  - 最優秀選手賞
  - 年間最多優勝選手（10回）
  - 年間最多勝利選手（63勝）
  - 2002年後期　全国競走成績第1位
- 2003年
  - GI第25回春のスピード王決定戦（伊勢崎オートレース場）優勝
  - GI伊勢崎開場27周年記念シルクカップ争奪戦（伊勢崎オートレース場）優勝
  - 優秀選手賞
  - 年間最多優勝選手（10回）
  - 年間最多勝利選手（52勝）
  - 2003年後期　全国競走成績第1位
- 2004年
  - SG第17回全日本選抜オートレース（川口オートレース場）優勝
  - SG第36回日本選手権オートレース（船橋オートレース場）優勝
  - SG第19回スーパースター王座決定戦（川口オートレース場）優勝
  - GI第26回春のスピード王決定戦（伊勢崎オートレース場）優勝
  - GI伊勢崎開場28周年記念シルクカップ争奪戦（伊勢崎オートレース場）優勝
  - GII第4回スターライトチャンピオンカップ（伊勢崎オートレース場）優勝
  - GII関東地区選手権（1月開催、川口オートレース場）優勝
  - GII関東地区選手権（11月開催、川口オートレース場）優勝
  - 最優秀選手賞
  - 年間最多優勝選手（15回）
  - 年間最多勝利選手（68勝）
  - 年間獲得賞金額1億円突破
  - 8月2日、伊勢崎オートレース場第11レースで優勝し、通算優勝回数100回を達成[注 5]
  - 2004年賞金王（1億4812万4255円はオートレース史上最高額）
  - 2004年前期・後期　全国競走成績第1位
  - 2004年後期  伊勢崎所属選手競走成績において15期連続トップとなり、鈴木辰己（浜松所属）の持つ14期連続トップの記録を塗り替える
- 2005年
  - GI日刊スポーツG1第29回キューポラ杯争奪戦（川口オートレース場）優勝
  - GIIさわやか杯第5回スターライトチャンピオンカップ（伊勢崎オートレース場）優勝
  - 宏義印刷杯第3回GIIグランプリ（伊勢崎オートレース場）優勝
  - 優秀選手賞
  - 年間最多優勝選手（8回）
  - 生涯獲得賞金額10億円突破（5月23日、伊勢崎12レースで達成[注 6]）
  - 2005年前期　全国競走成績第1位
- 2006年
  - 共同通信社杯GIプレミアムカップオートレース2006 in Winter（船橋オートレース場）優勝
  - 9月21日、SG第10回オートレースグランプリ（飯塚オートレース場）2日目に、競走車構造基準違反が判明。即日参加解除・帰郷の暫定処分を下される[6]
  - イーバンク銀行杯開場30周年記念GIシルクカップ争奪戦（伊勢崎オートレース場）優勝
  - スーパースターフェスタ2006　トップスターカップ（GI格、川口オートレース場）優勝
  - GIIさざんかカップ・東西対抗戦（船橋オートレース場）優勝
  - 前期全国競走成績1位
- 2007年
  - クルマ買取りのラビット杯GI第14回ムーンライトチャンピオンカップ（伊勢崎オートレース場）優勝
  - GIIさざんかカップ・東西対抗戦（船橋オートレース場）優勝
  - GIIさわやか杯第7回スターライトチャンピオンカップ（伊勢崎オートレース場）優勝
  - GIIオートレース情報ライブ杯第5回GIIグランプリ（伊勢崎オートレース場）優勝
  - 優秀選手賞
  - 年間最多優勝選手（10回）
- 2008年
  - SG第21回全日本選抜オートレース（浜松オートレース場）優勝。SG優勝回数を14に伸ばし、島田信廣に並び歴代2位に着ける[注 7]
  - ニューイヤーカップ争奪戦・川口vs伊勢崎対抗戦（一般開催、伊勢崎オートレース場）完全優勝
  - イーバンク銀行杯開場31周年記念GIシルクカップ争奪戦（伊勢崎オートレース場）優勝
  - 千鳥屋本家杯GI開設51周年記念レース（飯塚オートレース場）優勝
  - イーバンク銀行杯開場32周年記念GIシルクカップ争奪戦（伊勢崎オートレース場）優勝
  - 丸八真綿杯GIIジェネレーションズカップ（浜松オートレース場）完全優勝により、通算800勝および史上最多GII15制覇達成。
  - サンケイスポーツ・GII川口記念（川口オートレース場）優勝
  - 平成20年前期全国競走成績1位[注 8]
  - 2007年8月から2008年2月にかけて3連対率100%を180日以上に渡り維持する
  - 平成20年後期全国競走成績1位
  - 10月4日内外タイムス杯争奪戦(伊勢崎)初日選抜予選から11月2日SG日本選手権オートレース(山陽)4日目準決勝戦にかけて11連勝を達成
  - 2008年11月、イーバンク銀行杯開場32周年記念GIシルクカップ争奪戦（伊勢崎オートレース場）優勝
  - 2008年12月21日、79勝目を挙げ、年間最多勝利数新記録達成。従来は1990年の小林啓二の78勝だった
  - 2008年賞金王（9906万6530円）
  - 年間最多勝利選手（133戦、年間最多勝利記録:81勝、史上最多タイ5度目）
  - 年間最多優勝選手（25回優勝戦進出、13回優勝）
  - 優秀選手賞
- 2009年
  - 平成21年前期全国競走成績1位
  - 2009年6月22日　GI共同通信社杯プレミアムカップin summer（船橋オートレース場）で優勝。小林啓二に並ぶ通算優勝回数を149Vとし、通算勝利数900勝および史上最多SG、GI、GII 通算49制覇を達成する
  - 平成21年後期全国競走成績1位
  - 2009年12月4日　日刊スポーツ杯争奪戦(伊勢崎オートレース場)優勝　史上最多の150回目の優勝を飾る
  - 2009年12月31日 SG第24回スーパースター王座決定戦（船橋オートレース場）優勝し、SG優勝15回目は片平巧に並ぶ歴代タイ記録
  - 2009年賞金王（1億1027万8350円）
  - 年間最多優勝選手（25回優勝戦進出、13回優勝、史上最多11度目）
  - 最優秀選手賞
- 2010年
  - 平成22年前期全国競走成績1位
  - 2010年4月29日、SG第29回オールスターオートレース（山陽オートレース場）完全優勝し、SG優勝16回目の新記録達成
  - GI伊勢崎開場34周年記念シルクカップ争奪戦（伊勢崎オートレース場）優勝
- 2011年
  - 2011年2月13日、SG第24回全日本選抜オートレース（伊勢崎オートレース場）完全優勝し、SG優勝17回目の優勝となった。なお、SG完全優勝は2回目である
  - GIIさざんかカップ（船橋オートレース場）優勝
  - 2011年4月より、サイバード社と個人スポンサー契約を1年間結ぶ。オートレース界としては史上初
  - SG第30回オールスターオートレース（川口オートレース場）優勝
  - 平成23年後期全国競走成績1位
  - 2011年7月24日、川口オートレース場にて通算1000勝達成
  - 2011年10月23日、GIムーンライトチャンピオンカップ争奪戦（伊勢崎オートレース場）優勝
  - 優秀選手賞（史上第2位の7度目）
- 2012年
  - GI第53回スピード王決定戦（浜松オートレース場）優勝
  - GI第35回黒潮杯（船橋オートレース場）優勝
  - 2012年4月、サイバード社と個人スポンサー契約を1年間更新した
  - 2012年7月1日、GI共同通信社杯プレミアムカップin summer（浜松オートレース場）で優勝
  - 2012年9月19日、SG第16回オートレースグランプリ（飯塚オートレース場）優勝。SG優勝19回目の優勝。片平巧以来史上2人目のSG生涯グランドスラム（全6冠）達成
  - 2012年10月17日、GIIさわやか杯GIIグランプリ（伊勢崎オートレース場）優勝
  - 2012年11月27日、GI伊勢崎開場36周年記念シルクカップ争奪戦（伊勢崎オートレース場）優勝
  - 2012年12月31日 SG第27回スーパースター王座決定戦（川口オートレース場）優勝し、前人未到のSG20回目の優勝となった
  - 2012年賞金王（1億979万9225円）
  - 年間最多優勝選手（27回優勝戦進出、11回優勝、史上最多12度目）
  - 最優秀選手賞（史上最多7度目）
- 2013年
  - 平成25年前期全国競走成績1位
  - 2013年3月24日、GI共同通信社杯プレミアムカップin winter（山陽オートレース場）で優勝し、全オートレース場におけるGI制覇（史上4人目）達成
- 2014年
  - 2014年2月23日、GIIさわやか杯GIIグランプリ（伊勢崎オートレース場）優勝
- 2015年
  - 2015年3月1日、ジェイクエスト杯GIIグランプリ－期別対抗決定戦－（伊勢崎オートレース場）優勝
  - 2015年7月12日、トータリゼータエンジニアリング杯GII稲妻賞争奪戦（伊勢崎オートレース場）優勝
  - 2015年8月30日、第22回GIムーンライトチャンピオンカップ争奪戦（伊勢崎オートレース場）優勝
- 2016年
  - 2016年12月4日、K-MIX杯GIIウィナーズカップ（浜松オートレース場）優勝
- 2017年
  - 2017年8月15日、SG第21回オートレースグランプリ（伊勢崎オートレース場）優勝し、前人未到のSG21回目の優勝。史上初のSG生涯ダブルグランドスラム（全6冠）達成
- 2019年
  - 2019年2月24日、GIIレジェンドカップ（伊勢崎オートレース場）優勝
- 2020年
  - 2020年3月8日、GIIレジェンドカップ（伊勢崎オートレース場）優勝、連覇達成
- 2021年
  - 2021年1月24日、チャリロト杯GI開設64周年記念レース（飯塚オートレース場）優勝
  - 2021年2月14日、GIIレジェンドカップ（伊勢崎オートレース場）優勝、3連覇達成
  - 2021年2月20日、オッズパーク杯SG第34回全日本選抜オートレース（浜松オートレース場）の開催2日目第1Rにて勝利し、通算1500勝達成[注 9]
  - 2021年6月27日、日本トーター・日刊スポーツ杯GII稲妻賞（伊勢崎オートレース場）優勝
- 2022年
  - 2022年9月1日、現役選手における単独最多勝利記録1,565勝を達成[8][注 10]
- 2024年
  - 2024年1月27日、小林啓二（元山陽、8期、引退）の持つ最多勝利記録（1636勝）に並ぶ[9]
  - 2024年2月2日、小林啓二と並んでいた最多勝利記録を更新（1637勝）し、単独トップとなった[10]
  - 2024年6月23日、第2回GII浜松記念曳馬野賞（浜松オートレース場）優勝

## グレードレース戦歴
- SG戦歴
  - SG優勝回数:21回（史上最多）
  - 同一SG3連覇:1回（永井大介とともに5日開催SGレースにおける同一SG連覇史上最長タイ、オールスター:1997年第16回～1999年第18回）
  - SG3連覇:1回（SG3連覇は島田信廣・片平巧に次ぐ史上3人目、1998年:第17回オールスター・第2回東西チャンピオンカップ・第30回日本選手権）
  - SG最重ハンデ大外優勝:5回（片平巧とともに史上最多タイ）
  - SG完全優勝:2回（SG完全優勝は史上9人目、SG完全優勝2回は島田信廣に次ぐ史上2人目、史上最多は青山周平で5回）
  - SG生涯グランドスラム（SG6冠全冠制覇は片平巧とともに史上2人のみである。[注 11]）
  - SG優勝戦進出回数:75回（史上最多）
  - 全オートレース場におけるSG制覇（島田信廣に次ぐ史上2人目、達成者も島田信廣とともに史上2人のみ）
    - 船橋（98年日本選手権、04年日本選手権、09年スーパースター王座決定戦）
    - 川口（99年スーパースター王座決定戦、04年全日本選抜、04年スーパースター王座決定戦、11年オールスター、12年スーパースター王座決定戦）
    - 伊勢崎（97年日本選手権、99年オールスター、00年東西チャンピオンカップ、02年全日本選抜、11年全日本選抜、17年オートレースグランプリ）
    - 浜松（00年日本選手権、08年全日本選抜）
    - 山陽（98年オールスター、10年オールスター）
    - 飯塚（97年オールスター、98年東西チャンピオンカップ、12年オートレースグランプリ）

- GI戦歴
  - GI優勝回数:28回
  - 全オートレース場におけるGI制覇（史上4人目）
    - 船橋（95年オート発祥記念船橋オート祭、98年黒潮杯争奪戦、06年プレミアムカップ、09年プレミアムカップ、12年黒潮杯）
    - 川口（97年開設記念グランプリレース、05年キューポラ杯争奪戦）
    - 伊勢崎（95年ムーンライトチャンピオンカップ、98年ムーンライトチャンピオンカップ、00年春のスピード王決定戦、02年春のスピード王決定戦、03年春のスピード王決定戦、03年開場記念シルクカップ争奪戦、04年春のスピード王決定戦、04年開場記念シルクカップ争奪戦、06年開場記念シルクカップ争奪戦、07年ムーンライトチャンピオンカップ、08年（1月開催）開場記念シルクカップ争奪戦、08年（11月開催）開場記念シルクカップ争奪戦、10年開場記念シルクカップ争奪戦、11年ムーンライトチャンピオンカップ争奪戦、12年開場記念シルクカップ争奪戦、15年ムーンライトチャンピオンカップ争奪戦）
    - 浜松（12年スピード王決定戦、12年プレミアムカップ）
    - 山陽（13年プレミアムカップ）
    - 飯塚（08年開設記念レース、21年開設記念レース）

- GII戦歴
  - GII優勝回数:28回（史上最多）
    - 船橋（06年さざんかカップ、07年さざんかカップ、11年さざんかカップ、16年さざんかカップ）
    - 川口（04年（1月開催）関東地区選手権、04年（11月開催）関東地区選手権、08年川口記念）
    - 伊勢崎（98年はやて賞争奪戦、98年稲妻賞争奪戦、99年稲妻賞争奪戦、00年はやて賞争奪戦、02年スターライトチャンピオンカップ、04年スターライトチャンピオンカップ、05年スターライトチャンピオンカップ、05年GIIグランプリ、07年スターライトチャンピオンカップ、07年GIIグランプリ、12年GIIグランプリ、14年GIIグランプリ、15年GIIグランプリ、15年稲妻賞争奪戦、19年GIIレジェンドカップ、20年GIIレジェンドカップ、21年GIIレジェンドカップ、21年稲妻賞）
    - 浜松（08年ジェネレーションズカップ、16年ウィナーズカップ、24年浜松記念曳馬野賞）

- GIII戦歴
  - GIII優勝回数:2回
    - 山陽（94年若獅子杯、95年若獅子杯）